# أوموت نايير
أوموت نايير (بالتركية: Mehmet Umut Nayir) (28 يونيو 1993 في تركيا - ) هو لاعب كرة قدم تركي في مركز الهجوم. لعب مع أنقرة غوجو وعثمانلي سبور ويني ملطية سبور.

## وصلات خارجية
- أوموت نايير على موقع الاتحاد الأوربي (الإنجليزية)
- أوموت نايير على موقع اتحاد تركيا (لاعب) (الإنجليزية)
- أوموت نايير على موقع قاعدة بيانات كرة القدم.إي يو (الإنجليزية)
- أوموت نايير على موقع ناشيونال فوتبول تيمز (الإنجليزية)
- أوموت نايير على موقع Soccerway.com (الإنجليزية)
- أوموت نايير على موقع عالم كرة القدم.نت (الإنجليزية)